# Maurine Dallas Watkins
Maurine Dallas Watkins (* 27. Juli 1896 in Louisville, Kentucky; † 10. August 1969 in Jacksonville, Florida) war eine US-amerikanische Reporterin und Drehbuchautorin. Sie schrieb die Vorlage für das erfolgreiche Broadway-Musical Chicago.

## Leben und Werk
Als junge Reporterin arbeitete Maurine Dallas Watkins Mitte der 1920er-Jahre für die Chicago Tribune. In dieser Zeit hielten drei spektakuläre Kriminalfälle ganz Chicago in Atem: der (mutmaßliche) Mord von Belva Gaertner an ihrem Liebhaber Walter Law, der (mutmaßliche) Mord von Beulah Sheriff Annan an ihrem Liebhaber Harry Kalstedt und die Entführung und Ermordung des 14-jährigen Millionärssohnes Bobby Franks durch Leopold und Loeb. Während letztere lebenslange Freiheitsstrafen erhielten, wurden erstere, obwohl alle Indizien gegen sie sprachen, freigesprochen. Mit eine Rolle bei diesem Urteilsspruch dürfte die Berichterstattung durch Watkins gespielt haben, die sich weniger für die kriminalistischen Fakten interessierte als vielmehr für die medienwirksamen Tatumstände: In beiden Fällen waren die Liebhaber der Frauen ermordet worden, nicht die Ehemänner, in beiden Fällen hatten Alkohol und Jazzmusik eine gewisse Rolle gespielt, und in beiden Fällen waren die mutmaßlichen Täterinnen junge, attraktive Frauen, die sich in Klasse und Stil deutlich von anderen Mörderinnen unterschieden. So wurde Annan von Watkins als „beauty of the cell block“ tituliert, Gaertner als „most stylish on Murderess Row“. Watkins führte sogar Interviews mit den Angeklagten und arrangierte ein gemeinsames Fotoshooting der beiden Frauen, die sich im wirklichen Leben bis dahin niemals begegnet waren. Am Ende gelang es gewieften Verteidigern zwei Mal hintereinander, die Sympathien der Öffentlichkeit für ihre jeweiligen Mandantinnen auszunutzen und Freisprüche durch – rein männliche – Jurys zu erwirken.
Bald darauf kehrte Maurine Dallas Watkins dem Journalismus den Rücken und wendete sich dem Schreiben von Drehbüchern zu. Zu diesem Zweck besuchte sie u. a. eine renommierte Schreibwerkstatt von George Pierce Baker an der Yale University. Aus dieser ging als Abschlussarbeit die Komödie Chicago hervor, in der Watkins ihre Sensationsberichterstattung dramaturgisch verarbeitete – aus Beulah Sheriff Annan wurde Roxie Hart, aus Belva Gaertner dann Velma Kelly.
Das Erstlingswerk der ehemaligen Reporterin wurde ein Erfolg und war in den folgenden Jahren eines der am häufigsten adaptierten Bühnenvorlagen: 1926 wurde es unter der Regie von George Abbott inszeniert und brachte es auf 172 Vorstellungen. 1927 produzierte Cecil B. DeMille eine Stummfilmversion, aus der im Jahre 1942 der Film Roxie Hart mit Ginger Rogers in der Hauptrolle entstand. 1975 adaptierte Bob Fosse das Theaterstück als Musical, das 2002 verfilmt und mit mehreren Oscars ausgezeichnet wurde.
Im Anschluss an ihr Debüt verfasste Watkins etwa 20 weitere Theaterstücke, konnte an den Erfolg von Chicago jedoch nie wieder anknüpfen. In den 1930ern ging sie nach Hollywood und schrieb dort eine Reihe von Drehbüchern für die Filmindustrie. Auch hier blieb ihr jedoch der große Durchbruch versagt.

## Broadway-Produktionen (Auswahl)
- 1926: Chicago
- 1927: Revelry

## Filmografie (Auswahl)
- 1933: The Story of Temple Drake
- 1936: Lustige Sünder (Libeled Lady)
- 1940: Liebling, du hast dich verändert (I Love You Again)
- 1942: Roxie Hart (Roxie Hart)